# البعيثة (الزلفي)
قرية من قرى شمال محافظة الزلفي التابعة لمنطقة الرياض تقع في وسط نفود الثويرات توجد فيها مرافق حكومية، وتبعد عن قرية قبة بما يقارب 65 كم.